# NXT Battleground (2025)
Battleground 2025 року, також рекламоване як «Battleground: Тампа», — це шоу професійного реслінгу, організоване промоутерською компанією WWE . Це був третій щорічний захід Battleground, що проводився для бренду розвитку талантів компанії NXT і восьмий загалом. Подія відбулася в неділю, 25 травня 2025 року (за місцевим часом), в Єнглінг-центрі у Тампі, штат Флорида, і транслювалась через платформи прямих трансляцій WWE, що робить дане шоу Battleground першим у серії, що транслювалось на Netflix по всьому світу. Це також був перший випадок, коли чемпіонський титул, що належить компанії Total Nonstop Action Wrestling (TNA), захищався у прямому ефірі WWE, оскільки чемпіон світу TNA Джо Гендрі бився у титульному бою з Тріком Вільямсом. Як і у випадку з шоу 2023 року, подія проходила паралельно з PPV-шоу Double or Nothing від All Elite Wrestling.

## Матчі
| №                                                    | Результати | Умови                                                           | Час   |
| ---------------------------------------------------- | --- | --------------------------------------------------------------- | ----- |
| 1                                                    | Сол Рука (c) (з Зарією) перемогла Келані Джордан утриманням опонентки.                                                                                | Одиночний матч за Чемпіонство Північної Америки NXT серед жінок | 12:59 |
| 2                                                    | Генк і Танк (Генк Вокер й Танк Леджер) та Джош Бріггс перемогли The Culling (Брукс Дженсен, НІко Венс й Шон Спірс) (з Іззі Дейм) утриманням опонента. | Командний матч 3-на-3                                           | 9:26  |
| 3                                                    | Ченнінг «Стакс» Лоренцо переміг Тоні Д'Анджело утриманням опонента.                                                                                   | Одиночний матч                                                  | 15:14 |
| 4                                                    | Стефані Вакер (c) перемогла Джордін Грейс утриманням опонентки.                                                                                       | Одиночний матч за Чемпіонство NXT серед жінок                   | 16:07 |
| 5                                                    | Оба Фемі (c) переміг Майлза Борна утриманням опонента.                                                                                                | Одиночний матч за Чемпіонство NXT                               | 16:49 |
| 6                                                    | Трік Вільямс переміг Джо Гендрі (c) утриманням опонента.                                                                                              | Одиночний матч за Чемпіонство світу TNA                         | 14:58 |
| \| (c) \| – чемпіон(-и) на момент старту поєдинку \| | |                                                                 |       |
| (c)                                                  | – чемпіон(-и) на момент старту поєдинку |                                                                 |       |